# Пустошка (Полдневское сельское поселение)
Пустошка — Деревня в Угранском районе Смоленской области России. Входит в состав Полдневского сельского поселения. 
Население — 0 жителей (2023). 
Расположена в юго-восточной части области в 11 км к юго-западу от Угры, в 6 км северо-западнее автодороги Знаменка-Спас-Деменск, на берегу реки Гордота. В 11 км северо-восточнее от деревни находится железнодорожная станция Угра на линии Торжок-Брянск.

## История
В годы Великой Отечественной войны деревня была оккупирована гитлеровскими войсками в октябре 1941 года, освобождена в марте 1943 года.